# Мельников, Василий Степанович
Василий Степанович Мельников (15 сентября 1943 год, Брянская область — 19 сентября 2017 год) — советский горнолыжник, абсолютный чемпион СССР, почетный гражданин Кировска, заслуженный работник физической культуры и спорта России. Заслуженный тренер РСФСР и почётный мастер спорта СССР.

## Биография
Василий Мельников родился в Брянской области. В возрасте 10 лет стал жить на Севере. В 12 лет начал заниматься горными лыжами. В 16 лет выполнил норматив мастера спорта СССР.
В 1961 году был включен в состав сборной СССР.
С 1961 по 1971 год он участвовал в чемпионатах Европы и мира. Становился призером международных соревнований и чемпионатов, проводимых в СССР. В 1964 году принимал участие в зимних Олимпийских играх в Инсбруке, в 1968 году в Олимпийских играх в Гренобле. В Гренобле на гигантском слаломе Василий Мельников показал результат 3.48,97. В слаломе его результат составил 1.54,42.
В 1968 году стал абсолютным чемпионом СССР, завоевав четыре медали по горнолыжным дисциплинам — он выиграл комбинацию, скоростной спуск, слалом и гигантский слалом. Его тренером был Борис Кузнецов.
Старший сын — Леонид Мельников. После завершения спортивной карьеры, Василий Степанович Мельников занялся спортивной подготовкой сына, и тот смог стать чемпионом мира среди юниоров в возрасте 18 лет. Его ученики завоевывали победы на международных и всесоюзных соревнованиях.
В 1971 году Василий Мельников стал тренером-преподавателем областной спортивной школы молодёжи по горнолыжному спорту, затем работал тренером-преподавателем СДЮШОР по горнолыжному спорту спорткомитета города Кировска. Вышел на пенсию в 2002 году.
Имя Василия Мельникова внесено в Книгу трудовой славы Мурманской области.
Умер 19 сентября 2017 года после продолжительной болезни.